# 二村誠二
二村 誠二（にむら せいじ）は、日本の建築材料・建築工学者。大阪工業大学工学部建築学科元助教授。元建築学教室担当。工学修士。日本住宅管理協会元副理事長。グリーンコンクリート研究センター元アドバイザー。
専門は、建築材料（特にアルカリ骨材反応ASR）・建築生産、コンクリート工学。

## 略歴
1966年大阪工業大学工学部建築学科卒業。同年、同学科助手・建築学教室担当。1970年同大学大学院工学研究科建築学専攻修士課程修了、工学修士（大阪工業大学）。同大学工学部建築学科講師を経て、2003年同学科助教授。2007年大阪工業大学退官。
退官後は、日本住宅管理協会副理事長、グリーンコンクリート研究センター元アドバイザーも務めた。
大阪工業大学工学部建築学科にて30年以上の長きに渡り教鞭を執り、建築材料・建築生産の研究育成に貢献した。特に1983年8月セメント・コンクリート誌（No.438. pp.8-15）で発表した研究「コンクリート用砕石のアルカリ骨材反応性」は、のちにNHKニュースワイドで取り上げられ、アルカリ骨材反応によるコンクリート構造物の劣化が阪神高速道路などの高架橋で関西地域中心に数多く存在することが放送された結果、従来は否定的であった日本においてアルカリ骨材反応によるコンクリート構造物の劣化が進んでいるという事実が、建築業界のみならず、建設・土木業界への一般認識へとつながった。
主な所属学会は、日本建築学会、日本材料学会、日本コンクリート工学協会。

## 主な研究
- アルカリ・シリカ反応による劣化コンクリート建物の一調査
- クリストバライト系骨材によるアルカリ骨材反応（ASR）と膨張圧力に関する研究
- モルタル中の鋼材腐食に及ぼす塩分の影響 : 建築材料[3]
- 鉄筋コンクリート造集合住宅の劣化調査(材料・施工)[4]
- フレッシュコンクリートの性能とポンプ圧送性の評価に関する研究 : 振動フロー試験によるポンプ圧送性評価[5] - 日本建築総合試験所・竹中工務店・淺沼組との共同研究
- OIT化学法によるASR判定試験法に関する研究 : 混合骨材への適用性について - 大和ハウス工業との共同研究
- かぶりコンクリートの鉄筋腐食抵抗性能評価のためのドリルPR法の適用性の検討 - 東北大学との共同研究
- 建築生産におけるゼロエミッション化への現状と課題